# Euploea hübneri
Euploea hübneri är en fjärilsart som beskrevs av Moore 1883. Euploea hübneri ingår i släktet Euploea och familjen praktfjärilar. Inga underarter finns listade i Catalogue of Life.